# Gózdek (powiat garwoliński)
Gózdek – wieś sołecka w Polsce położona w województwie mazowieckim, w powiecie garwolińskim, w gminie Żelechów. 
W latach 1975–1998 miejscowość należała administracyjnie do województwa siedleckiego.
Wierni Kościoła rzymskokatolickiego należą do parafii Niepokalanego Serca Najświętszej Maryi Panny w Wilczyskach lub do parafii Zwiastowania Najświętszej Maryi Panny w Żelechowie.

## Historia
Istnienie wsi Gózdek jako samodzielnego bytu datuje się według ksiąg parafialnych od pierwszej połowy XIX wieku. Wieś związana była z majątkiem i parafią w Wilczyskach. W 1864 roku uwłaszczono tutejszych chłopów. Na przełomie XIX i XX wieku kilku mieszkańców Gózdka pracowało przez okres czterech lat w Częstochowie przy budowie stacji drogi krzyżowej.
12 września 1939 roku na obszarze wsi toczyły się walki. Niemcy ostrzeliwali przez kilka godzin polskie oddziały z drogi do Brodu. Wskutek tych walk zginęło kilku żołnierzy i spłonęła część wsi. Później podczas okupacji miejscowość była świadkiem zabicia kilku mieszkańców oraz Żydów. W Góźku działał ruch oporu, znajdowała się to m.in. radiostacja dalekiego zasięgu, umożliwiająca kontakt z Londynem. Koniec wojny nastąpił wraz z wejściem do wsi sowietów 27 lipca 1944 roku. Rosjanie przebywali w Gózdku do grudnia tegoż roku. NKWD utworzyło we wsi więzienie i miejsce przesłuchań więźniów politycznych, głównie członków AK.
Po wojnie połączono wsie Krupa i Gózdek oraz włączono całość do gminy Żelechów (wcześniej była to gmina Ciechomin w powiecie łukowskim).
Drogę brukowaną pobudowano w Gózdku w czasie II wojny światowej w latach 1940-42. W latach 1956–57 przeprowadzono elektryfikację. W 1965 powstał we wsi sklep, w 1987 droga pokryto częściowo asfaltem. W 1990 r. jako 6. wieś w woj. siedleckim Gózdek został zgazyfikowany. W latach 1993–94 powstał wodociąg, a w 2001 wieś oświetlono.